# Todiramphus chloris
Todiramphus chloris е вид птица от семейство Halcyonidae.

## Разпространение
Видът е разпространен в Американска Самоа, Австралия, Бангладеш, Бруней, Вануату, Виетнам, Еритрея, Индия, Индонезия, Източен Тимор, Камбоджа, Лаос, Малайзия, Микронезия, Мианмар, Оман, Обединените арабски емирства, Палау, Папуа Нова Гвинея, Северни Мариански острови, Саудитска Арабия, Сингапур, Соломоновите острови, Тайланд, Тонга, Фиджи и Филипините.